# Figulus binodulus
Figulus binodulus là một loài bọ cánh cứng trong họ Lucanidae. Loài này được Waterhouse mô tả khoa học năm 1873.